# Pachyrhabda
Pachyrhabda é um gênero de traça pertencente à família Agonoxenidae.